# 案例研究
案例研究或案例分析是指人們在學習、工作中对特定的例子或多个例子进行深入、详细的探討。例如，医学案例研究可能侧重于个别患者或疾病；商业案例研究可能側重特定公司的战略或市场；类似地，某個事件（例如特定的政治运动）到影響巨大的戰爭（例如世界大戰）都可以成為政治案例來研究。